# Ultima VIII
Ultima VIII: Pagan (1994) es la octava parte de la serie de juegos de rol Ultima. No fue tan bien recibida como Ultima VII, lo que llevó a muchos, Richard Garriott entre ellos, a culpar de sus defectos al desarrollo apresurado para cumplir con la fecha de lanzamiento y a hacer las paces con el dueño de Origin Systems, Electronic Arts.

## Generalidades
Tras la derrota de Batlin en la Isla Serpiente, el Guardian desaparece al Avatar a un mundo que ya había conquistado; Pagan.
El mundo de Pagan está en el eterno crepúsculo como resultado de una antigua batalla entre los Titanes Elementales y el malvado "Destructor", que resultó en la victoria de los Titanes. Sin embargo, la gente de Pagan tuvo que pagar un alto precio: de ahora en adelante los Titanes tenían que ser adorados como dioses. Los Titanes concedieron poderes a sus más ardientes seguidores, varios de ellos gobernantes crueles y desalmados que aterrorizan a la población.

## Recepción
En esta parte de la serie, Garriot delegó la mayor parte del trabajo en otros, y el resultado desilusionó a muchos fanáticos. Posteriormente Garriot explicaría: «[...] sacrifiqué todo para calmar a los accionistas, cosa que fue un error. Probablemente lo botamos tres meses demasiado pronto.»(Computer Games Magazine, 1999 Archivado el 7 de julio de 2004 en Wayback Machine.)
Las quejas comunes fueron:
- Un mundo mucho más pequeño que en los Ultima precedentes.
- No se incluyen los rostros de los personajes no-jugadores.
- Los ciclos de día-noche fueron eliminados (el crepúsculo de Pagan era realmente perpetuo en el juego).
- El juego obvió el concepto de "grupo", volviendo al de un "héroe solitario" de sus primeras dos Ultima.
- La batalla contra los personajes enemigos se basaba en acuchillar haciendo click con el ratón. Hubo alguna semejanza con el posterior juego Diablo.
- Se introdujo el estilo plataforma de correr, trepar y saltar por plataformas móviles.
- Asaltar al ciudadano o robar usualmente resultaba en la ejecución inmediata por el hechicero del pueblo.
- Grandes agujeros en la historia.
- Frecuentes fallos del sistema.

Se lanzó un parche para corregir los errores del juego así como para arreglar algunos agujeros de la historia, y para eliminar la mayoría de problemas con el salto (el lanzamiento original contenía gran cantidad de plataformas móviles para saltar de una a otra; el parche paraba sus movimiento), pero para entonces el daño a la reputación de juego ya estaba hecho. Sin embargo, esta versión corregida fue una mejora mayor para algunos usuarios.
Ultima VIII tiene un tono mucho más oscuro y una premisa distinta, en comparación con la mayoría de los juegos Ultima. El mundo de Pagan es enteramente diferente al de Sosaria: las Virtudes no son parte de la cultura de Pagan, y los sistemas mágicos y de monstruos eran totalmente diferentes. Como resultado, muchos fanáticos de la serie se molestaron con Ultima VIII pese a sus numerosas características interesantes.
El motor de Ultima VIII fue utilizado posteriormente en la serie Crusader.

## Trama
Ultima VIII se inicia donde termina Ultima VII: El Guardián ha agarrado al Avatar del Vacío, y lo lanza al mar del mundo Pagan a través de un portal en forma de pentagrama. En la introducción, el Guardián revela su plan: 

Has sido como una espina en mi costado demasiado tiempo, Avatar. Tus dos mundos serán aplastados: Britannia y después la Tierra. Te haré desfilar al frente de los pueblos sometidos como el ídolo caído de un patético ideal. Yo te destierro al mundo de Pagan, donde nadie conoce al... Avatar.

El Avatar recupera la conciencia en la orilla tras ser rescatado del mar por un pescador (que luego se convierte en un personaje importante de la trama) y no tarda en ser testigo de la ejecución por decapitación de un poblador, ordenada por la tirana gobernante de la región, Mordea.
Más tarde, visitando al mago Mythran, el Avatar descubre que hay cuatro Titanes en Pagan, cada uno de los cuales tiene uno de los Elemento como su dominio: Agua (Hydros), Aire (Stratos), Fuego (Pyros) y Tierra (Lithos). Los seguidores más privilegiados de Lithos son identificados como los nigromantes, los seguidores de Pyros son los hechiceros, los seguidores de Stratos son los teurgos, y los (más selectos) seguidores de Hydros son los tempest. Aparte de estos, existe un quinto tipo de magia conocida como Taumaturgia y Mythran es el pionero de ella. Para escapar de Pagan, el Avatar tiene que superar muchos obstáculos y dominar las artes de todos los titanes, finalmente para convertirse en el Titán del Éter: el campo mágico y el quinto elemento.
Durante sus aventuras, el Avatar recoge los cuatro artefactos de los Titanes, desencadenando violentas tormentas, huracanes, terremotos y lluvias de meteoros al hacerlo. Estos artefactos le permiten entrar al Plano Etéreo y derrotar a los Titanes en sus propios terrenos. Luego el Avatar reconstruye el portal de piedranegra que originalmente le permitió al Guardián entrar a Pagan. Al entrar en el portal reconstruido, el Avatar es teletransportado de regreso a Britannia, que ahora es gobernada por el Guardian.

## Trivia
Hay varios Huevos de Pascua en Ultima VIII:
- En la casa de Mythran, se encuentra un artículo mágico que cambia entre las formas del cubo, esfera y tetraedro. Este objeto es un pinchazo al reciente nuevo dueño de Origin Systems, Electronic Arts, similar al de Ultima VII. Cuando se hace doble click sobre este objeto, el Avatar dice: «No tengo la fuerza ni la sabiduría para llegar a dominar tal poder... ¡pero algún día lo haré!».
- Al realizar cierto ritual en el área de las Catacumbas Inferiores en el juego, se puede acceder a una habitación llena de todos los utensilios mágicos y otros objetos útiles a los que se pueda acceder.
- En el Plano Etéreo al lado del gran pentagrama, al causar una explosión a través de un hechizo u otra cosa hará moverse un libro de detrás de los pilares al este. El libro contiene una pequeña historia, en la que la línea final dice "Come queso y suda!". El libro es conocido por los fanes del juego como el "Libro del Queso".
- En varias partes hay un libro llamado "Eye of the Boulder, the Runes of the Myth Drainer". Es una referencia parodiando al Eye of the Beholder III: Assault on Myth Drannor. El libro describe cómo un mago encuentra un artefacto que hace que su memoria se debilite, su visión baje en resolución, y que su oído falle. Él deja su torre "tambaleándose hacia adelante a un paso durísimo, un paso a la vez." Él concluye, "No buscaba más que lo Último, pero en vez de eso recibí sólo un pálido reflejo," que es una referencia de cómo la serie Ultima Underworld era técnicamente más avanzada en ese tiempo.

## Paquetes de Expansión

### Paquete de Conversación
El Paquete de Conversación fue lanzado junto con el juego. Este paquete añade audio para las líneas de conversación para ciertos personajes claves, tales como el Guardián, los Titanes y Khumash-Gor.
El Paquete de Conversación no se vendió muy bien como un añadido separado, mayormente porque la versión de CD-ROM de Ultima VIII, que fue lanzada poco después, también incluía los archivos de conversación, y se veía muy cara la versión floppy, que no ofrecía gran cosa. Los archivos de conversación también están incluidos en los siguientes lanzamientos.
El audio de los diálogos estaban disponibles en inglés, francés y alemán.

### El Valle Perdido
Esta expansión para Ultima VIII fue planeada desde el principio, y muy anticipada, pero nunca llegó a ser lanzada; fue cancelada cuando el juego principal no se vendió tan bien como se había esperado, a pesar de haber sido terminada y lista para la duplicación y copia. Algunas claves de los textos en el juego principal sugerían que el paquete de expansión habría añadido una nueva historia respecto a la resistencia de los dioses de Pagan y los seguidores de la antigua religión conocidos como los Zealans.
Solo una caja de El Valle Perdido salió a la superficie en octubre de 2005, y se confirmó poco después que era auténtica. Se subastó en eBay por 1923 dólares. Algunas imágenes escaneadas de la caja en baja resolución están localizadas en este sitio web.

## Compatibilidad con sistemas modernos
Ultima VIII tiene problemas para funcionar en sistemas modernos. El juego tiene problemas al ser iniciado en Windows 98 y superiores, e incluso con parche hecho por los fanes (véase enlaces externos) puede que sea inestable.
Ultima VIII funciona sin problemas bajo un entorno de DOSBox.
Un motor reescrito llamado Pentagram (similar a Exult para Ultima VII) está en trabajo. Permite jugarlo desde el principio hasta el final, pero todavía no implementa toda su funcionalidad. El desarrollo de Pentagram es ahora administrado por los desarrolladores de ScummVM.

## Nuevas versiones de los Fanes
Ha habido relativamente poco trabajo en las nuevas versiones de Ultima VIII. Una de las más buscadas se titulaba Ultima VIII: Exilio, basada en el motor Neverwinter Nights, pero dicho proyecto fue cancelado.